# Recreation – Großes Orchester Graz
Recreation – Das Orchester (bis Sommer 2022: recreation - GROSSES ORCHESTER GRAZ) ist ein österreichisches Orchester mit Sitz in Graz, das sich 1990 erstmals unter Fabio Luisi und dann nochmals 2002 aus Musikern, die zuvor Mitglieder des Grazer Symphonischen Orchesters waren, formierte. 

## Geschichte
Unter der Intendanz von Mathis Huber und mit Stefan Vladar als Chefdirigenten präsentierte das Ensemble in der Saison 2002/03 einen ersten eigenen Konzertzyklus, der vom Grazer Publikum mit Begeisterung angenommen wurde. Außer in seinen Konzertzyklen in Graz ist das Orchester regelmäßig bei der Styriarte zu hören, es gastierte unter anderem im großen Wiener Musikvereinssaal, in der Alten Oper Frankfurt, beim Steirischen Herbst, beim Jazzsommer Graz, im Stadttheater Wels, Congress Center Villach. 2013 war die neu gegründete Originalklangformation des Orchesters recreationBAROCK unter der Leitung von Michael Hofstetter in Schloss Versailles und in Lyon zu Gast. In der Saison 2014/15 folgt der zweite Abonnementzyklus dieses Barockorchesters mit vier Doppelkonzerten im Grazer Minoritensaal. Seit Sommer 2022 treten beide Orchesterformationen unter dem neuen Namen Recreation – Das Orchester auf.
Alle Mitglieder des Orchesters haben die Gemeinsamkeit, dass sie zumindest einen Teil ihrer Ausbildung an der Grazer Musikuniversität erhielten, oder sie unterrichten selbst dort, am Steirischen Landes-Konservatorium oder an anderen steirischen Musikschulen. Das Orchester setzt sich aus Musikern zahlreicher Nationalitäten zusammen.
Es erfolgte eine Zusammenarbeit mit renommierten Dirigenten wie zum Beispiel Heinrich Schiff, Andrés Orozco-Estrada (von 2005 bis 2009 Chefdirigent), Roy Goodman oder Jordi Savall. Mit der Saison 2012/13 übernahm Michael Hofstetter für fünf Jahre die Position des Chefdirigenten. 2019 wurde die aus Taiwan stammende und unter anderem am New England Conservatory of Music und an der University of Michigan ausgebildete Dirigentin Mei-Ann Chen „Erste Gastdrigientin“ des Orchesters, ihre Ernennung zur Chefdirigentin des Orchesters erfolgte 2021 mit einem Fünfjahresvertrag.
Das Bankhaus Krentschker fungierte seit der Saison 2004/05 als Hauptsponsor des Orchesters, wofür es 2005 und 2013 mit einer Anerkennung des Maecenaspreises ausgezeichnet wurde.